# Cristóbal Colón (1897)
«Крістобаль Колон» (ісп. Cristóbal Colón) — броненосний крейсер ВМС Іспанії кінця XIX століття типу «Джузеппе Гарібальді». 

## Історія створення
Корабель був закладений у 1895 році на верфі  «Cantiere navale di Sestri Ponente» у місті Сестрі-Потенте під назвою «Джузеппе Гарібальді». У 1896 році Іспанія, на фоні загострення стосунків зі США, придбала недобудований корабель, який був переданий ВМС Іспанії у Генуї 16 травня 1897 року. Він отримав назву «Крістобаль Колон». Це був п'ятий корабель у складі ВМС Іспанії, названий на честь Христофора Колумба.
Іспанія відмовилась від встановлення італійських 254-мм гармат головного калібру, вважаючи їх надійність та вогневу потужність незадовільними. Планувалось встановлення 240-мм гармат Кане у Франції. Ця помилка дорого обійшлась іспанцям - у свій перший та останній бій корабель пішов без гармат головного калібру. 

## Історія служби
З початком  іспансько-американської війни недоозброєний крейсер разом з іншими іспанськими кораблями був відправлений на Кубу. У травні 1898 року ескадра прибула в Сантьяго-де-Куба, де незабаром була заблокована американським флотом.  
Адмірал Паскуаль Сервера (ісп. Pascual Cervera y Topete) отримав наказ прориватись в Гавану. 3 липня 1898 року, під час битви біля Сантьяго-де-Куба у крейсер влучило всього 4 снаряди, внаслідок чого один член екіпажу загинув, 16 отримали поранення. Але через низьку якість вугілля, а також втому екіпажу, який перед тим брав участь у будівництві укріплень та бойових діях на суші, крейсеру не вдалось відірватись від американських кораблів. За 48 миль від Сантьяго-де-Куба екіпаж викинув у воду замки від гармат, посадив корабель на мілину та покинув корабель.
Незадовго до того, як до корабля підійшли шлюпки з американського крейсера «Бруклін», на кораблі вибухнули закладені заряди. Крейсер «Нью-Йорк» намагався зіштовхнути «Крістобаль Колон» з мілини, але іспанський крейсер перекинувся на лівий борт та затонув.